# PCC-771 안동

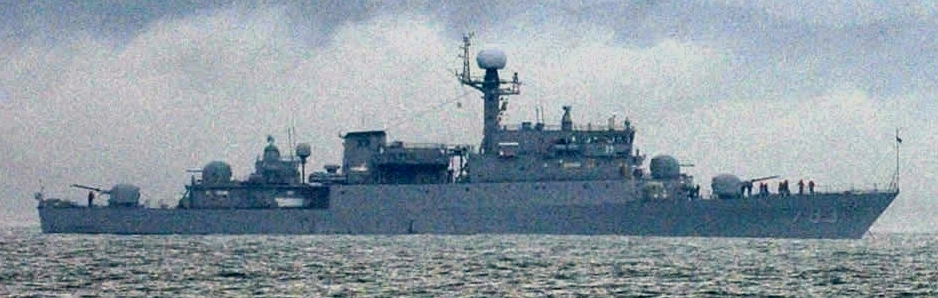
Foal Eagle 2007 훈련에 참가중인 포항급 초계함 PCC-783 신성함

PCC-771 안동은 경상북도 안동시의 이름을 딴 대한민국 해군의 포항급 초계함이다. 2020년 12월 31일에 퇴역하고 난 뒤에 2022년초에 필리핀 해군측에 무상양도했다.

## 제원
- 제작사 : 대한조선공사, 코리아 타코마, 현대중공업, 대우조선소
- 배수량 : 1,220 톤
- 전장 : 88.3m
- 전폭 : 10m
- 홀수 : 2.9m
- 속도 : 32노트
- 무장 :
  - 오토멜리라 76mm 컴펙트포 단장 2문
  - 브레다 40mm 2연장 2문
  - MK 46 mod-1 3연장 어뢰튜브 2대
  - 하푼 대함미사일
- 소나 : Signaal PHS-32 Hull mounted Sonar
- 함정용 소형전자전장비-II (R-BOC 등 유도탄 대응체계를 자동으로 작동하게 하는 장비)
- 승조원 : 95명 (장교 10명)

포항급 후기형은 소나, 어뢰, 폭뢰가 탑재된 대잠 공격형이다. 마지막으로 건조된 신성함(PCC-783)과 공주함(PCC-785)은 대공방어에 적합하도록 장비가 개선되었다.

## 해성 시험발사
한국군의 한 고위 소식통은 25일 “국방과학연구소 등이 90년대 중반부터 개발해온 사정거리 150여 km의 국산 함대함미사일 시험발사에 지난 21일 성공했다”고 밝혔다. 해성 미사일은 동해상에 배치된 해군 호위함에서 발사돼 70여km 떨어진 표적함(구형 훈련함)에 정확히 명중한 것으로 전해졌다. 포항급 초계함인 PCC-771 안동함에서 발사되었다.

## 추가 문헌
- 해성 미사일